# Wolsberge
Die Wolsberge sind der Riemberg mit 120,8 Meter Höhe über Normalhöhennull und der nordwestlich gelegene Wolsberg mit einer Höhe von 110,4 Metern. Sie liegen in Siegburg im Rhein-Sieg-Kreis. Sie bestehen ebenso wie ihr großer Bruder Michaelsberg aus basaltischem Tuff, entstanden im Tertiär. Durch Spalten im Gestein kommt es immer wieder zu Felsstürzen. 1989 wurde das faule Ei gesprengt.

## Geologie
Ebenso wie der gut 1200 Meter entfernte Michaelsberg bestehen Riemberg und Wolsberg aus Basalt-Tuff, einem pyroklastischen Eruptivgestein, das, anders als die trachytischen Tuffe des nahe gelegenen Siebengebirges ärmer an Kieselsäure und damit basischer ist. Die Tuffe werden an den Wolsbergen von Basaltgängen geringer Mächtigkeit durchschlagen, die teilweise in den alten Steinbrüchen schöne Säulenbildung zeigen. Der Tuff selbst besteht aus Einsprenglingen von Plagioklas-Basalt und im Vulkanschlot explosiv freigesprengten Nebengesteinsbruchstücken von devonischer Grauwacke, Quarzkieseln und tertiärem Ton, der randlich kontaktmetamorph verändert ist, in einer feinkörnigen Grundmasse. Entgegen alter Auffassungen handelt es sich um die als Härtling freipräparierten Überreste von Vulkanschloten, nicht um Reste ausgedehnter Tuffdecken (wie im Siebengebirge). Dies beweise schon die zahlreichen, zum Teil sehr großen Vulkanbomben wie das früher vorhandene, etwa 2,5 m lange „Hohle Ei“. Zeitlich wird der Vulkanismus ins frühe Miozän gestellt, er ist damit jünger als der oligozäne Vulkanismus des Siebengebirges.

## Steinbruch
Im Mittelalter wurde das leicht zu bearbeitende Gestein gerne zum Verbau genutzt. So sind die Wolsdorfer Brocken beim Bau der Abtei Michaelsberg, der Siegburger Stadtmauer, der Servatiuskirche und des Siegburger Zeughauses verwendet worden. Da seit 1906 kein Steinbruch mehr erlaubt ist, bestehen Probleme, die historischen Bauten stilecht zu renovieren.

## Sagen
Über den Wolsberg gibt es wie vielerorts die Sage, dass hier Kaiser Barbarossa schläft oder dort Zwerge gewohnt haben.

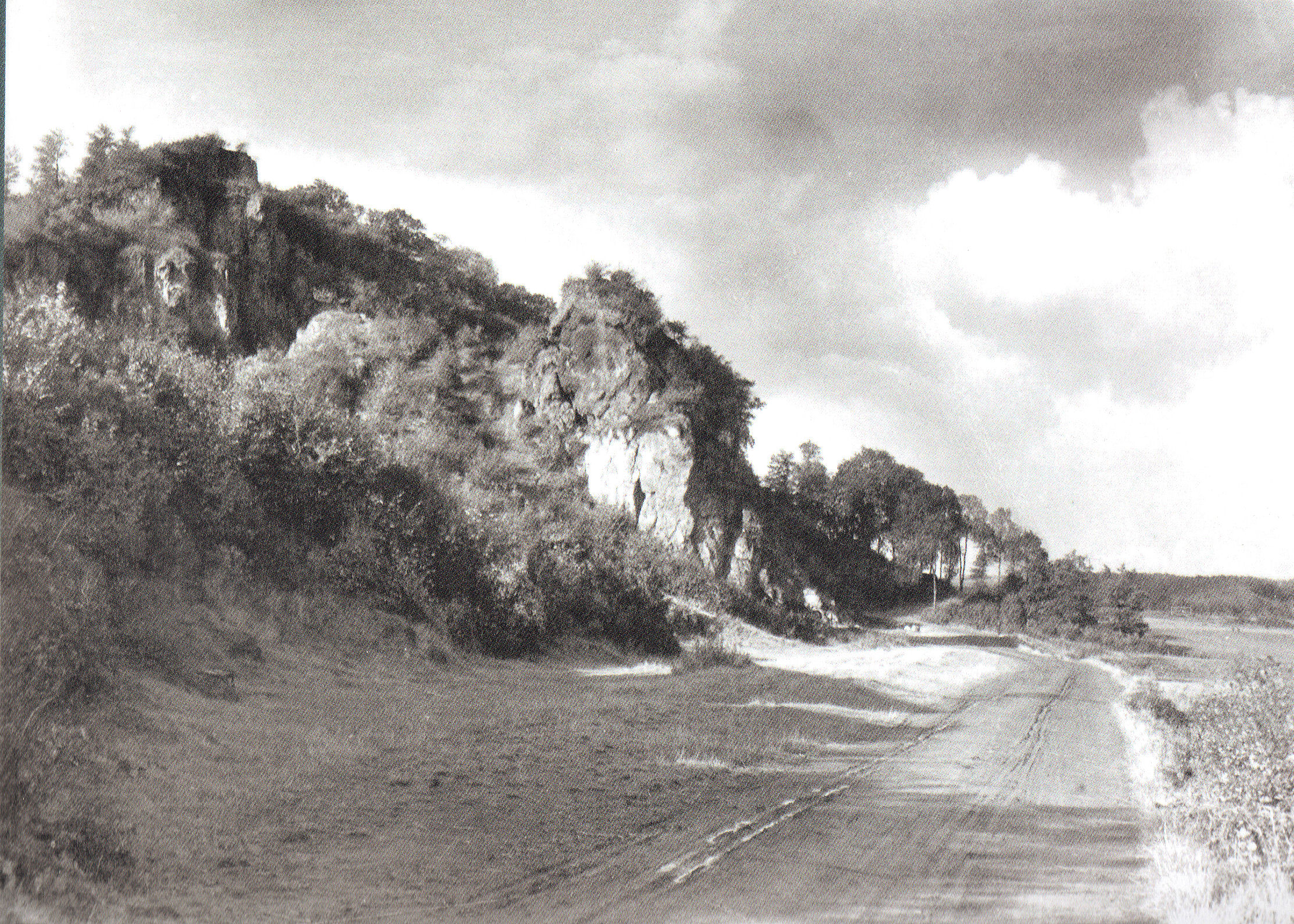
Die Wahnbachtalstraße am Wolsberg 1920 mit dem Faulen Ei in der Bildmitte
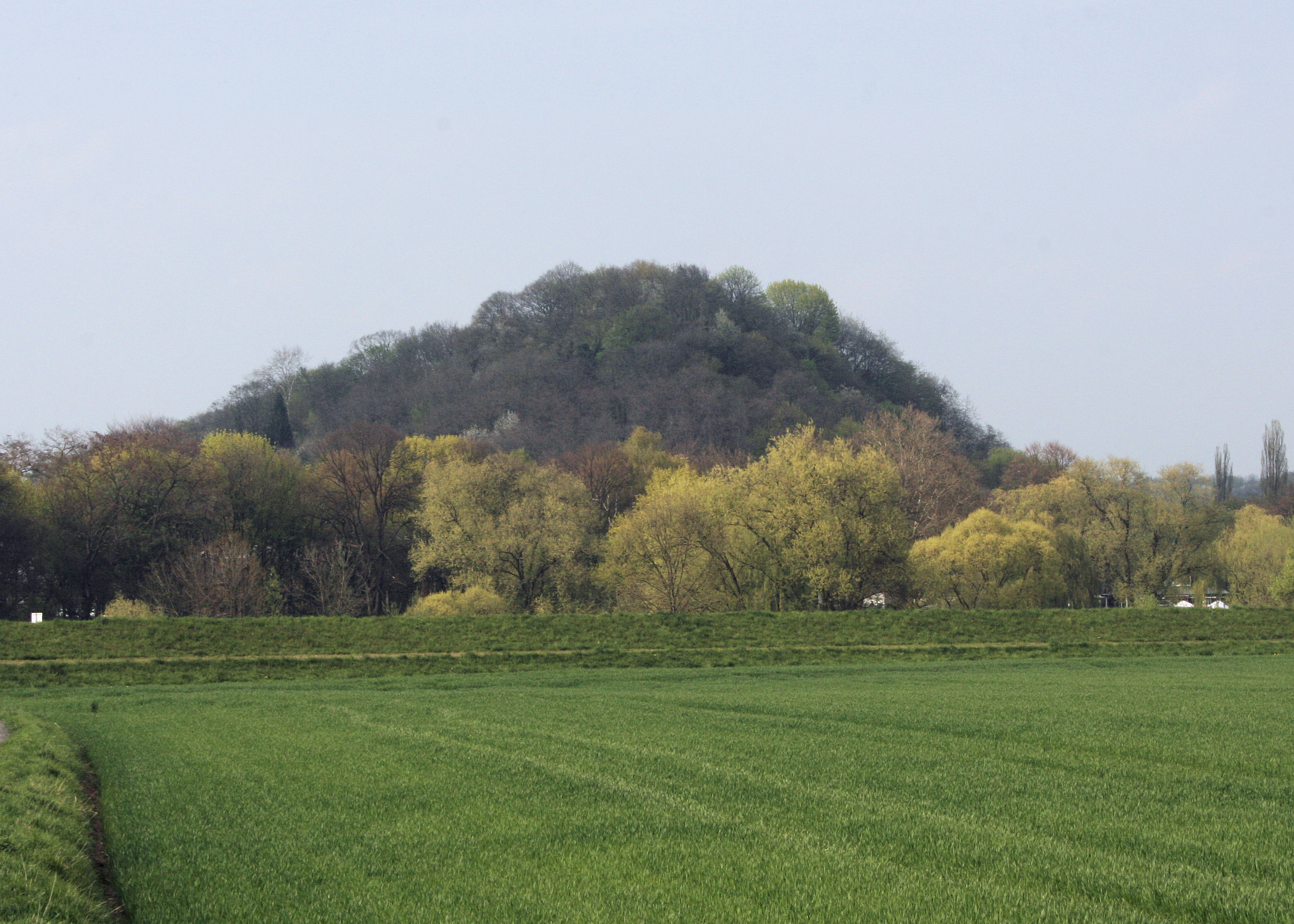
Der Riemberg von Buisdorf aus gesehen.
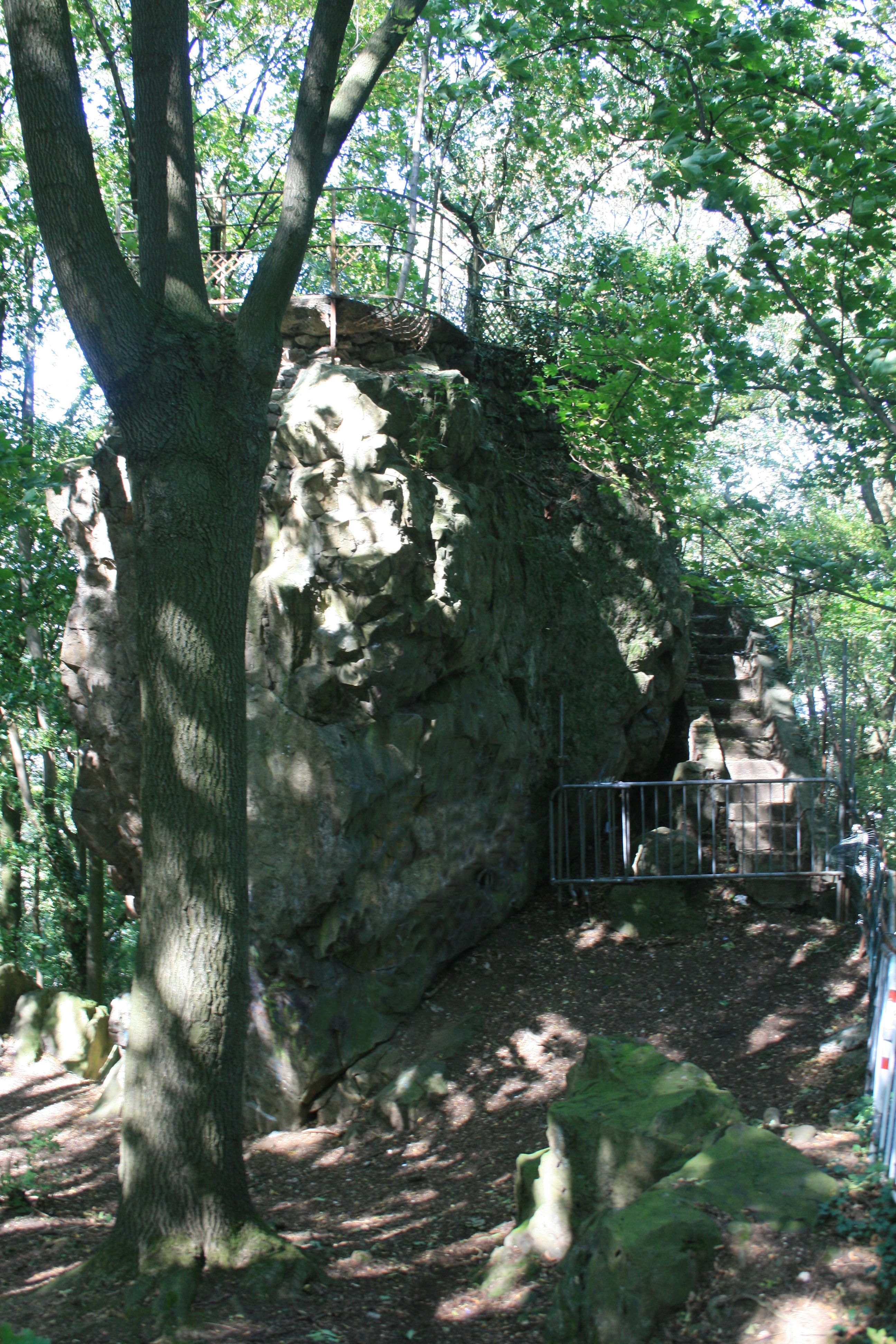
Der gesperrte Aussichtsturm über dem Steinbruch des Wolsberges